# グー先生の知恵マルシェ
「グー先生の知恵マルシェ」（ -せんせいのちえ- ）は、綜合放送制作の地方局向けラジオ番組（ミニ番組）である。主に料理・健康・生活・食育を中心とした話題を料理研究家・"グー先生"こと林幸子（はやし ゆきこ）がナビゲートする。

## ネット局と放送時間
- 山形放送：月 - 金曜 16:15 - 16:20
- 信越放送：日曜 11:20 - 11:30
- 四国放送：月 - 金曜 16:25 - 16:30
- 茨城放送：日曜 16:53 - 17:00
「グーおばさんの新智恵袋」のタイトルで放送。